# Euclystis sublineata
Euclystis sublineata là một loài bướm đêm trong họ Erebidae.